# Gabala postsuffusa
Gabala postsuffusa är en fjärilsart som beskrevs av Embrik Strand 1917. Gabala postsuffusa ingår i släktet Gabala och familjen trågspinnare. Inga underarter finns listade i Catalogue of Life.